# جورج كوربيت (لاعب كرة قدم أمريكية)
جورج كوربيت (بالإنجليزية: George Corbett)‏ هو لاعب كرة قدم أمريكية أمريكي، ولد في 14 يونيو 1908 في ديكس في الولايات المتحدة، وتوفي في 11 أكتوبر 1990.

## وصلات خارجية
- جورج كوربيت على موقع مرجع كرة القدم المحترفة.كوم (الإنجليزية)